# Ariușd, Covasna
Ariușd (maghiară Erősd) este un sat în comuna Vâlcele din județul Covasna, Transilvania, România. Se află în partea de vest a județului, în Depresiunea Brașovului, pe Olt.

## Așezare
Localitatea este situată pe malul drept al râului Olt, în partea vestică a județului Covasna, la limita cu județul Brașov, pe valea pârâului Ariușd, la o altitudine de 501 m. Pe teritoriul acestei așezări se află cunoscuta stațiune eneolitică de unde provine Ceramica de Ariușd.

## Istoric
Prima atestare documentară datează din anul 1520, însă descoperirile arheologice ne dovedesc faptul că zona a fost locuită cu mult înainte. Stațiunea eneolitică situată la 300 m. nord-vest de sat, pe "Dealul Tyiszk" a fost semnalată pentru prima dată în anul 1869, ulterior, între anii 1895-1906 a fost cercetată prin săpături de mică întindere, continuând între anii 1910-1913 cu explorarea unei suprafețe de 515 mp. la care se mai adaugă o portiune cercetată in 1925. Săpăturile au fost reluate în anul 1968.
Stratul arheologic al stațiunii cu o grosime medie de 3,5 m. cuprinde 7 nivele și anume (de sus în jos): humus gălbui, humus negru, terramare (cu urme de așezare), strat de vălătuci (cu fundament de locuințe și vetre), o altă pătură de terramare intermediară, un al doilea strat de vălătuci iar ultimul nivel format din a treia pătură de terramare cu vetre răzlețe. Șase din aceste nivele, conținând un inventar bogat de eneolitic se referă la două așezări succesive numite de cercetători Ariușd-I, respectiv Ariușd-II ce aparțin uneia și aceleași culturi, caracterizată printr-o ceramică pictată, bicromă și tricromă, înrudită cu aceea de la Cucuteni. În nivelul de humus gălbui de la suprafața stațiunii s-au găsit fragmente ceramice cu impresiuni de sfoară și un târnăcop cu brațele opuse aparținând culturii Schneckenberg. Ceramica celor două straturi eneolitice de locuințe de la Ariușd, lucrată cu mâna, prezinta trei categorii și anume: ceramica monocromă (cenușie sau roșiatică mată, neagră sau brună lustruită), ceramica fină bicromă (neagră sau brun-roșcată lustruită, ornată cu motive pictate în alb) și ceramica tricromă (pictată în alb, roșu și negru). Atât prin parcularitățile tehnice cât și prin formele și ornamentele sale, ceramica de Ariușd se încadrează în inventarul culturii Cucuteni-Tripolie.
Cercetările efectuate în anul 1980 la o distanță de cca. 800 m. nord-vest de sat, pe dealul "Csókás", au dus la identificarea unei așezări din prima epocă a fierului, suprapusă de o fortificație medievală timpurie. Cu această ocazie a fost descoperit și un mormânt de incinerație din epoca romană. Tot aici s-au descoperit cărămizi, țigle, obiecte din fier și mai multe fragmente ceramice romane. În "Valea Cetății" s-au descoperit fragmente ceramice din epoca târzie a bronzului, precum și o urnă de aspect hallstattian, din prima epocă a fierului.

## Atracții turistice
- Biserica Refomat-Calvină, construcție secolul al XVIII-lea
- Biserica Ortodoxă
- Parcul geologic "Stăncile Ciocașului"

## Galerie

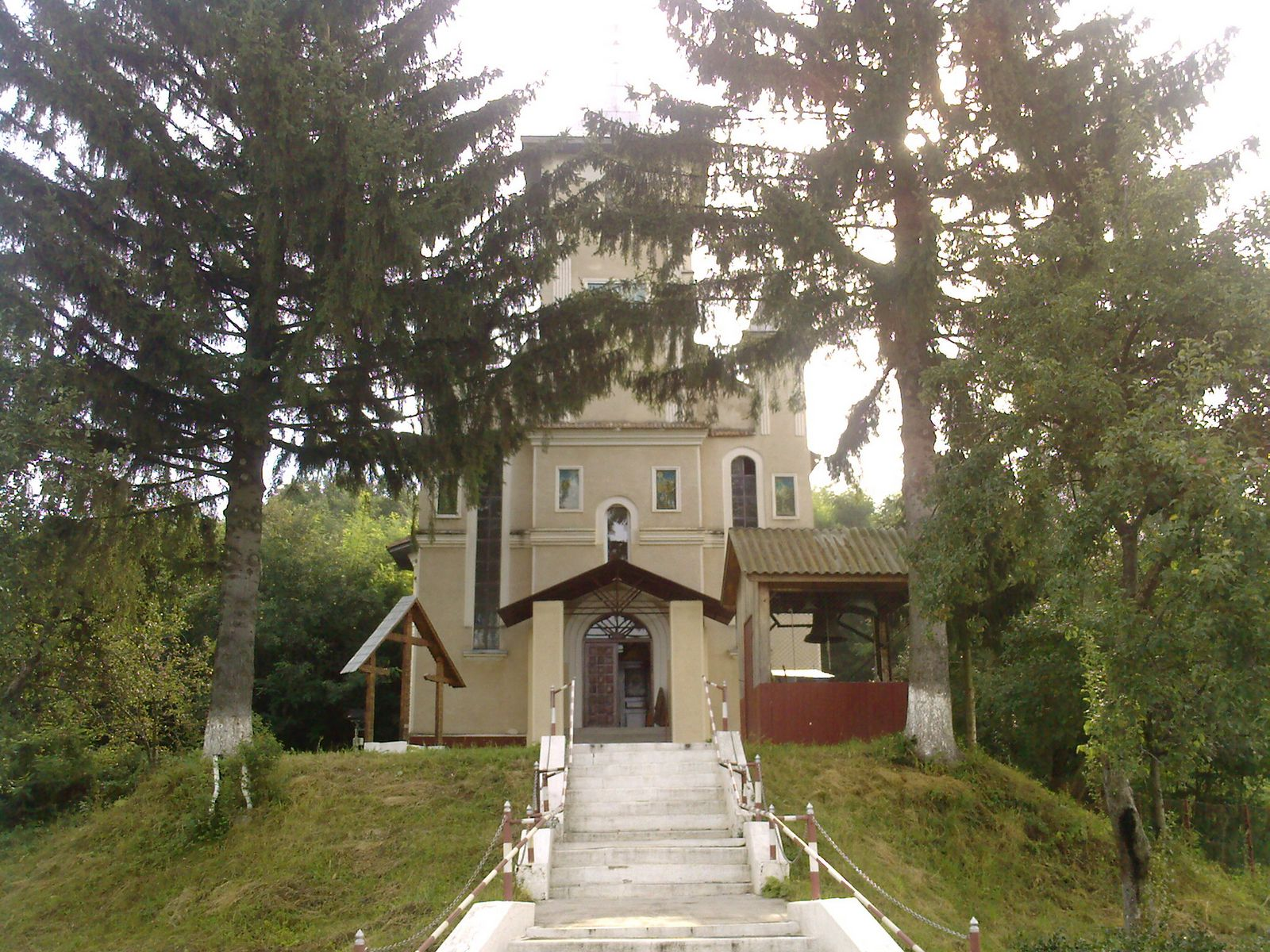
Biserica ortodoxă
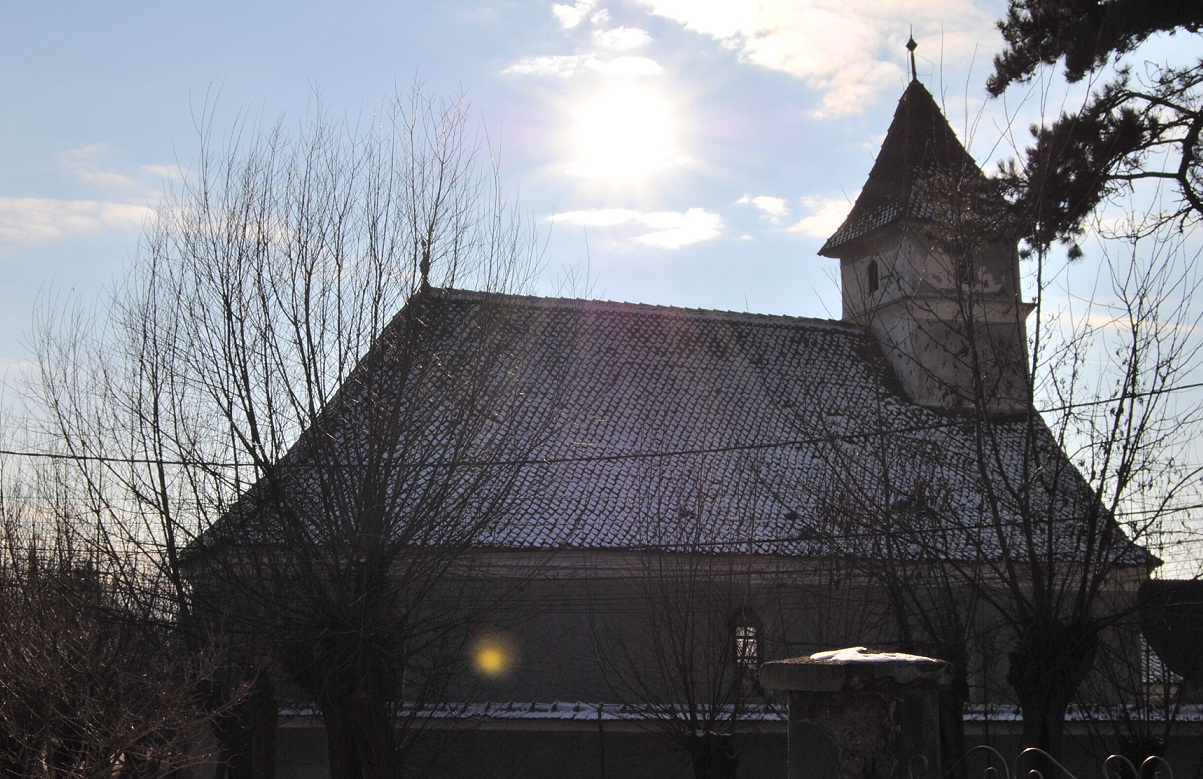
Biserica reformată
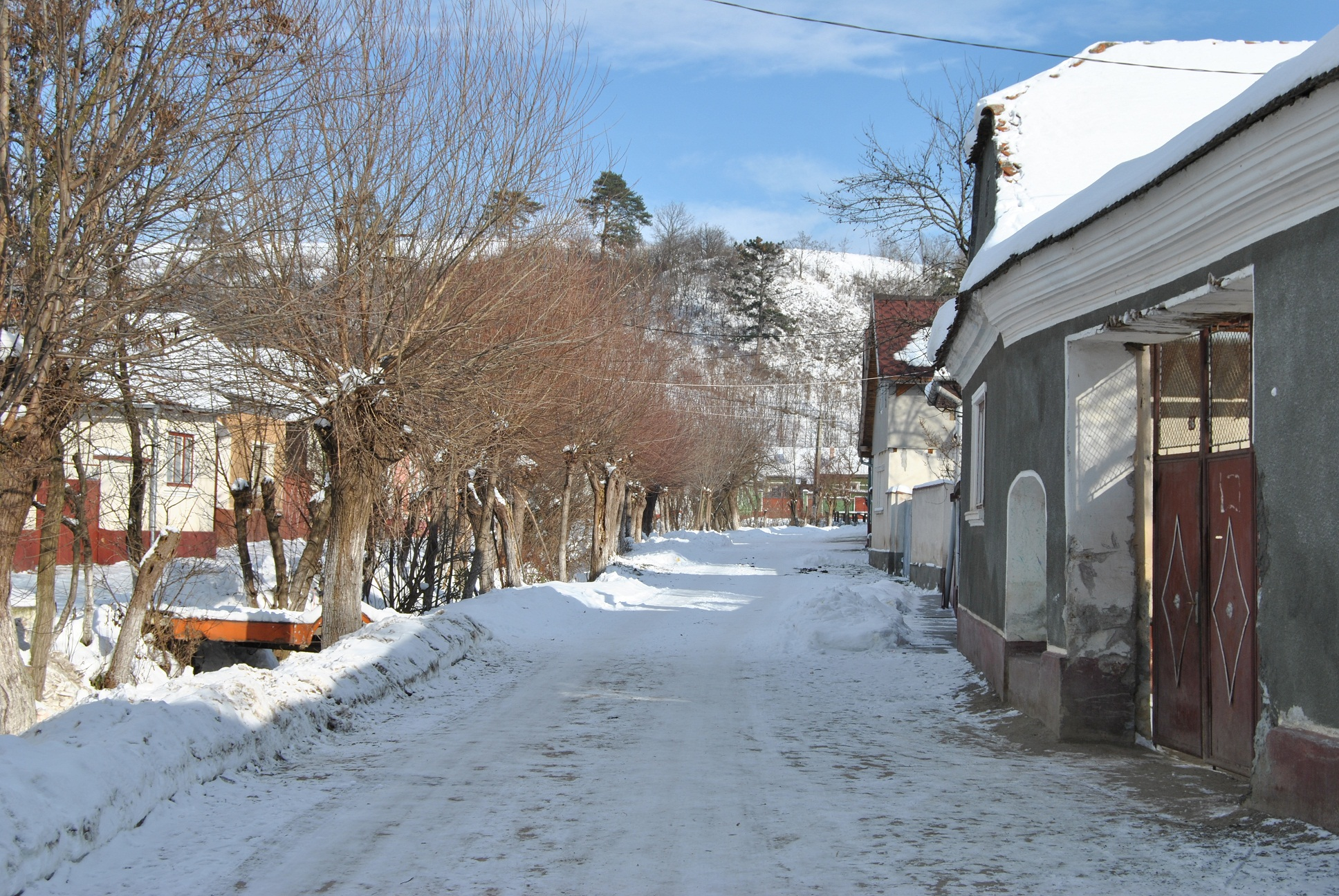
Uliță iarna